# 旧長岡家住宅
旧長岡家住宅（きゅうながおかけじゅうたく）は徳島県美馬市脇町にある古民家。国の重要文化財。

## 概要
竣工は1735年（江戸時代享保年間）、以来脇町字西大谷にあった民家で、1979年（昭和54年）に現在地である脇町大字猪尻に解体移築された。
1976年（昭和51年）5月20日に国の重要文化財に指定されている。

## 交通アクセス
- 徳島線 穴吹駅
- 徳島自動車道「脇町インターチェンジ」より。
- 美馬市営バス - 美馬市ホームページ

## 周辺
- 脇町南町（重要伝統的建造物群保存地区、徒歩10分）
- 最明寺